# Cithara sanctorum
Cithara sanctorum (populárně též Tranoscius) je nejrozšířenější český protestantský kancionál. Jeho autorem je slezský luterský teolog, básník a kazatel Jiří Třanovský (1592–1637). Poprvé byl vydán roku 1636 v Levoči. Následně byl vydáván až do druhé poloviny 20. století, přičemž jeho písňový fond se stále obměňoval a rozšiřoval. Celkově byl vydán minimálně 215krát.

## Vydání kancionálu
První vydání kancionálu obsahovalo text i nápěv 412 písní, z nichž přes 150 přeložil nebo složil sám Třanovský. Toto vydání bylo prvním notovaným zpěvníkem vydaným na území dnešního Slovenska.
Cithara sanctorum byla následně opakovaně vydávána, přičemž se proměňoval její obsah, byly do ní přidávány nové písně; výrazné editorské zásahy do ní učinili Daniel Sinapius-Horčička (vydání z roku 1684) a Samuel Hruškovic (1741).
V 17. století vyšla Cithara sanctorum celkem dvanáctkrát, jednou v Trenčíně, jedenáctkrát v Levoči.
Roku 1787 vyšla Cithara s předmluvou Michala Institorise-Mošovského.
Naposledy byla Cithara vydána roku 1971.

## Jazyk
Cithara byla sepsána v češtině (resp. bibličtině, tj. jazyce Bible kralické); její texty byly v pozdějších vydáních uskutečněných v Uhersku slovakizovány, poslední vydání obsahovala i přídavek slovenských písní.

## Styl
Co se týče literárního stylu, držel se Třanovský při sestavování Cithary dosti archaických vzorů reformačního humanismu a nepřijal ve větší míře podněty barokní estetiky.

## Teologické zaměření
Jako teolog vycházel Jiří Třanovský při sestavování zpěvníku bezvýjimečně z Písma svatého a jeho výkladu podle Augsburského vyznání a ostatních luterských vyznavačských knih. Pevné dogmatické ukotvení v luterství však Třanovskému nebránilo čerpat z písňového fondu jiných křesťanských vyznání, zejména Jednoty bratrské.

## Užití
Kancionál byl používán v evangelických církvích v českých zemích i na Slovensku a dodnes jej používají slovenští evangelíci na Dolní zemi (zejména v Maďarsku a Vojvodině).

### Překlady
Cithara sanctorum vyšla roku 1935 v maďarském překladu Józsefa Vietórisze.
Prostřednictvím evangelické církve na Těšínsku si mnoho písní z Tranoscia našlo své stálé místo v písňovém fondu polského protestantismu.

## Význam
Svou Citharou se stal Třanovský „zákonodárcem a z velké míry i zakladatelem duchovní poesie slovenské“.
Pro evangelickou církev měl význam v udržení jejího slovenského charakteru a v tom, že působil proti liberálním tendencím v teologii 19. století.
S ohledem na význam Cithary pro slovenský národní život a evangelickou církev na Slovensku se označuje  pojmy veľkoknižka či veľkniha.